# Glenea rubriceps
Glenea rubriceps là một loài bọ cánh cứng trong họ Cerambycidae.